# Tommy Ekblom
Tommy Uolevi Ekblom (* 20. September 1959 in Porvoo) ist ein ehemaliger finnischer Leichtathlet, der sich auf den Hindernislauf und den Langstreckenlauf spezialisiert hatte.

## Sportliche Laufbahn
Der 1,78 Meter große Ekblom gewann fünf finnische Meistertitel im 3000-Meter-Hindernislauf: 1979, 1981, 1982, 1984 und 1986. Hinzu kamen zwei Meistertitel im 5000-Meter-Lauf in den Jahren 1983 und 1986. In der Halle gewann er 1982 über 1500 Meter, 1986 über 3000 Meter sowie 1982, 1984 und 1986 über 5000 Meter.
Bei den Olympischen Spielen 1980 in Moskau erreichte Ekblom das Finale über 3000 Meter Hindernis und belegte den zwölften Platz. 1981 bei der Universiade in Bukarest erlief Ekblom in 8:21,93 Minuten die Silbermedaille hinter John Gregorek aus den Vereinigten Staaten. Ein Jahr später bei den Europameisterschaften 1982 in Athen erreichten zwei Finnen das Finale. Ilkka Äyräväinen wurde Sechster, Tommy Ekblom belegte den achten Platz. 1983 bei den Weltmeisterschaften in Helsinki erreichte Ekblom als einziger Finne den Endlauf, er wurde Zwölfter in 8:21,50 Minuten. Im August 1984 bei den Olympischen Spielen in Los Angeles lief Ekblom in 8:23,95 Minuten auf den neunten Platz, nachdem er sich im Zwischenlauf in 8:20,54 Minuten qualifiziert hatte. 1986 bei den Europameisterschaften in Stuttgart erreichte Ekblom einmal mehr das Finale und belegte den zehnten Rang. Im Jahr darauf schied Ekblom bei den Weltmeisterschaften in Rom im Vorlauf aus. Ekblom nahm auch mehrfach an den Crosslauf-Weltmeisterschaften teil, 1990 zum letzten Mal.
Nach seiner aktiven Zeit war Ekblom als Trainer für Borgå Akilles tätig. Als Trainer ist er Mitglied im finnlandschwedischen Leichtathletikverband Svenska Finlands Idrottsförbund.

## Persönliche Bestzeiten
- 3000 Meter Hindernis: 8:19,40 Minuten, 6. Juli 1983, Helsinki
- 3000 Meter: 7:49,59 Minuten, 13. Juni 1983, Tampere
- 5000 Meter: 13:28,56 Minuten, 11. August 1987, Lahti